# Luisa Estella Morales
Luisa Estella Morales   (Veneçuela, 1945) és una advocada veneçolana, i membre i excap de justícia del Tribunal Suprem de Justícia, el màxim tribunal judicial de Veneçuela.

## Educació i nomenament
Va estudiar dret a la Universitat de Carabobo. Va ser nomenada al Tribunal Suprem per l'Assemblea Nacional el 13 de desembre de 2004 per un període de 12 anys. Va ser nomenada presidenta de l'alt tribunal el 7 de febrer de 2007 per majoria de 29 vots de 32 vots del Ple del Tribunal Suprem, i ratificada per al càrrec per als anys 2009-2011 i 2011-2013.

## Ajornament de la inauguració del mandat d'Hugo Chavez
El 9 de gener de 2013, Morales Lamuño va aparèixer a la televisió nacional per llegir la decisió del Tribunal Suprem de Veneçuela, sentenciant que es podia ajornar la inauguració del mandat del president Hugo Chávez. El tribunal també va dictaminar que, mentrestant, el vicepresident de Chávez, Nicolás Maduro, havia de dirigir el govern.
El 20 de desembre de 2012, Morales Lamuño havia dit als mitjans de comunicació: «Tenint en compte la situació, no és el nou president, perquè no és nou, és el mateix president i aquest és un fet molt important, que és la continuïtat derivada de la reelecció del president, el Tribunal Constitucional, per descomptat, espera que es presenti qualsevol qüestió que tingui a veure amb la seva competència i la respongui de forma immediata».
La sentència ha donat lloc a un ampli debat sobre la legitimitat del govern veneçolà després del 10 de gener de 2013. Mentre que la posició oficial insisteix en la continuïtat del mandat, l'oposició política afirma que la sentència és clarament inconstitucional.

## ElCodi d'ètica del Jutge
El 7 de maig de 2012, mentre Luisa Estella Morales estava al capdavant de la presidència del Tribunal Suprem, el tribunal va dictaminar una sentència (núm. 516) que desmantella la jurisdicció disciplinària judicial (les instàncies d'investigació, el processament i el càstig d'actes falsos per part de jutges en l'exercici de les seves funcions) i obre la possibilitat d'un augment de reclamacions per part dels jutges acomiadats en virtut de l'antic Codi d'ètica del Jutge.

## Vida personal
Luisa Estella Morales Lamuño és la vídua de Jesús Ramon Acosta Cazaubon. La seva filla Leticia Morales Acosta era consultora legal de la Direcció Executiva del Poder Judicial.